# Ze'ev Jabotinski

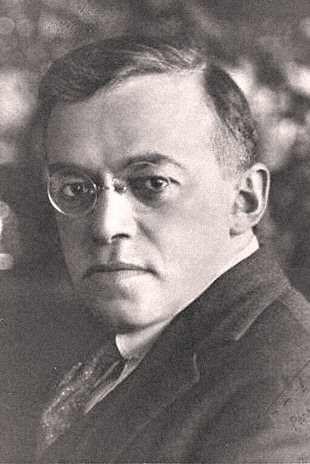
Ze'ev Jabotinski (midden jaren 30)

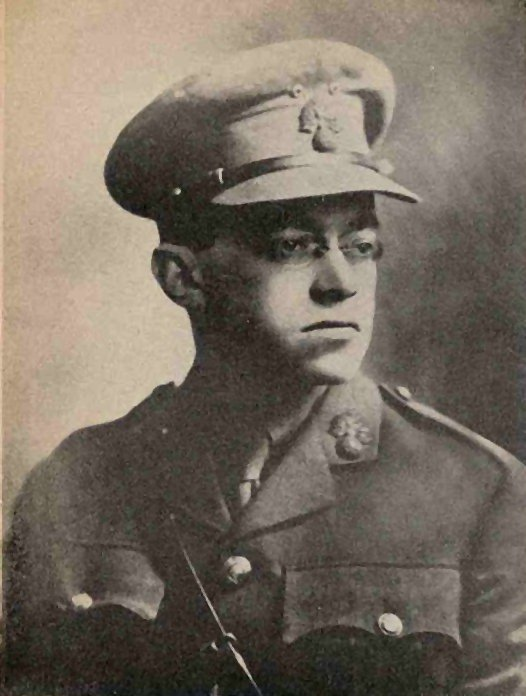
Jabotinski in het uniform van het Joodse legioen

Ze'ev Jabotinski, (Hebreeuws: זאב ולדימיר ז'בוטינסקי) (Odessa, 17 oktober [O.S. 5 oktober] 1880 - Hunter (New York), 4 augustus 1940) was een zionist, journalist en schrijver van Russische afkomst. Hij werd geboren als Vladimir Jabotinski (Russisch: Владимир Жаботинский), en richtte tijdens de Eerste Wereldoorlog het Joodse legioen op dat als vrijwilligersbataljon in de British Army vocht. Ook was hij de grondlegger van het revisionistisch zionisme.
In 2015 maakte Yair Qedar een documentaire over Jabotinski.

## Biografie
Jabotinski stamde uit een burgerlijke familie en kreeg een traditionele joodse opvoeding. Hij leerde als kind Hebreeuws en bestudeerde de Tanach. Hij nam afstand van het orthodoxe jodendom en ging in Rome rechten studeren. Na zijn studie werkte hij als journalist onder het pseudoniem Altalena in Odessa voor verschillende kranten, waarin hij in het Russisch, het Jiddisch en het Hebreeuws publiceerde.
In 1903, in de tijd van de pogrom van Chisinau, nam Jabotinski deel aan het zesde zionistische congres en werd hij een aanhanger van het politieke zionisme van Theodor Herzl. Hij ontwikkelde zich tot een bekend spreker en voorvechter van het zionistische ideaal. In 1908 ging hij voor de Zionist Executive (de voorloper van de Jewish Agency) als onderhandelaar naar het Ottomaanse Rijk en in 1909 bezocht hij voor de eerste maal Palestina. Tijdens de Eerste Wereldoorlog richtte hij in 1917 het Joodse Legioen op dat aan Britse zijde tegen het Ottomaanse Rijk vocht. In 1919 werd hij gedemobiliseerd en kreeg de Britse onderscheiding MBE. Nadat hij de dienst had verlaten richtte Jabotinski de Joodse zelfverdediging op. Tijdens de Nebi Musa-pogrom werd hij door de Britten aangehouden en tot 15 jaar dwangarbeid veroordeeld. Nadat hij drie maanden in de gevangenis van Akko had doorgebracht kregen de Joodse en Arabische betrokkenen bij de onlusten gratie van de Britse hogecommisaris Herbert Samuel en kon hij de gevangenis verlaten.
Op aanbeveling van Chaim Weizmann werd hij in 1921 opgenomen in de leiding van de World Zionist Organization (WZO).

### De IJzeren Muur
In 1923 schreef hij in het Russisch het essay "De IJzeren Muur", nadat Winston Churchill Joodse kolonisering ten oosten van de Jordaan had verboden.
Voor hem gaat het om de keuze: of wij moeten ons zionistisch kolonisatie-project helemaal stoppen of we gaan ermee door zonder ons te bekommeren of de Arabieren het met ons eens zijn. Hij pleitte voor het laatste alternatief, want schreef hij: "Dit betekent niet dat geen enkele overeenkomst onmogelijk is, alleen een vrijwillige overeenkomst is dat. Zolang als er nog een sprankje hoop is dat ze (noot: de Arabieren) ons kwijt kunnen raken, zullen zij deze hoop niet laten varen, al horen ze nog zulke zoete woorden of krijgen ze nog zulke lekkere hapjes aangeboden, omdat ze geen gespuis zijn, maar een natie, wellicht een verscheurde natie, maar een waar nog steeds leven in zit. Een vitaal volk doet alleen zulke lotsbepalende concessies als er geen enkele hoop meer is. Alleen wanneer niet het kleinste haarscheurtje zichtbaar is in de ijzeren muur, zullen extremistische groepen hun invloed verliezen en zullen gematigde groepen die krijgen. Alleen dan zullen die naar ons toekomen met voorstellen tot wederzijdse concessies...met ...compromissen voor praktische zaken als garanties tegen verdrijving, of gelijkheid en nationale autonomie"
In 1923 trad Jabotinski af, teleurgesteld over de Britse politiek ten aanzien van het zionisme en de meegaande houding van de WZO. In hetzelfde jaar richtte hij de jeugdbeweging Betar op, en op 30 april 1925 in Parijs de organisatie Hatzohar (zionistische revisionisten). Voor het zionistische congres van 1927 kon Jabotinski met zijn beweging negen mensen afvaardigen. Toen hij in 1930 in Zuid-Afrika op bezoek was werd hem door de Britse autoriteiten medegedeeld dat hij niet meer welkom was in Palestina.

### Resolutie
Op het zionistische congres in Bazel van 1931 diende Jabotinski een resolutie in om te streven naar een Joodse staat aan beide zijden van de Jordaan. Deze resolutie werd door Weizmann en de meerderheid van de afgevaardigden afgewezen, waarop Jabotinski met zijn aanhang het congres verliet.
Tijdens de Arabisch-Palestijnse opstand nam Jabotinski de leiding op zich over Irgoen, die aanslagen pleegde op Arabische en Britse doelen. Binnen deze beweging kwam hij in contact met Menachem Begin, die vanaf 1944 de leiding voerde over Irgoen en die later premier van Israël zou worden.
In 1940 overleed Jabotinski tijdens een bezoek aan de Verenigde Staten aan een hartaanval. In 1964 werd hij samen met zijn vrouw in Israël herbegraven.